# گایاتری (فیلم ۲۰۱۸)
گایاتری (به انگلیسی: Gayatri) فیلمی هندی محصول سال ۲۰۱۸ و به کارگردانی مادان است. در این فیلم بازیگرانی همچون موهان بابو، ویشنو مانچو، شریا سارن، نیخیلا ویمال و کوتا سرینیواسا راو ایفای نقش کرده‌اند.